# Przełom Verdon
Przełom Verdon – przełom rzeki Verdon przez wapienne skały jurajskie w południowej Francji, w Prowansji. Rzeka wyrzeźbiła w nich na długości 21 km kilkusetmetrowej głębokości kanion, jeden z najgłębszych w Europie (zob. Tara). W najgłębszym miejscu mierzy on 700 m głębokości, przy dnie kanionu ma szerokość od 6 do 100 m, górne krawędzie odległe są od siebie od 200 do 1500 m.
Popularny rejon do uprawiania wspinaczki skałkowej.
Wzdłuż obu krawędzi przełomu zbudowane są drogi, a nad rzeką i nad kanionem przerzucone są mosty tak, żeby umożliwić licznie odwiedzającym tę atrakcję turystom podziwianie jej ze wszystkich stron. 

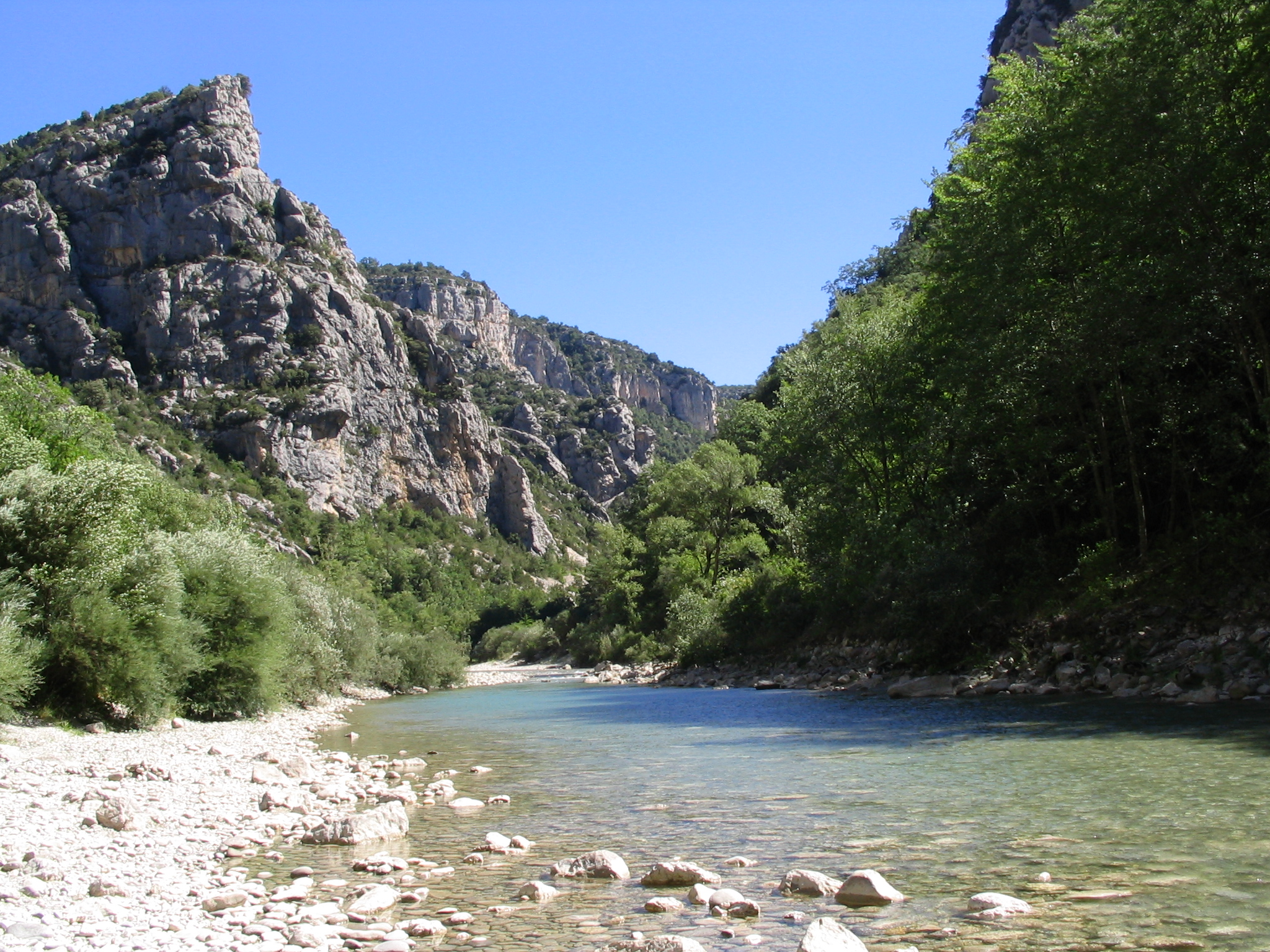
Verdon na dnie kanionu
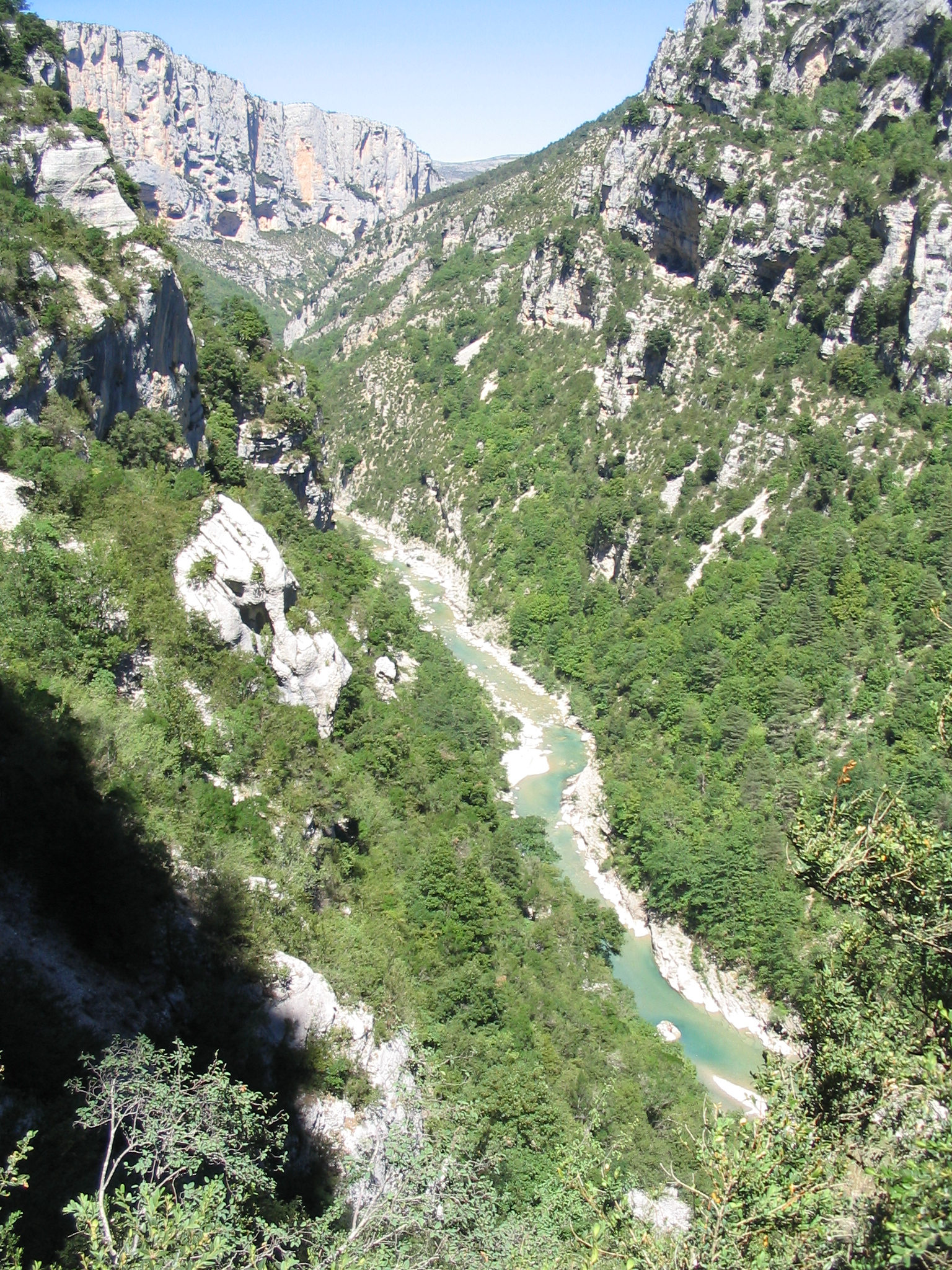
Rzeka z trasy turystycznej
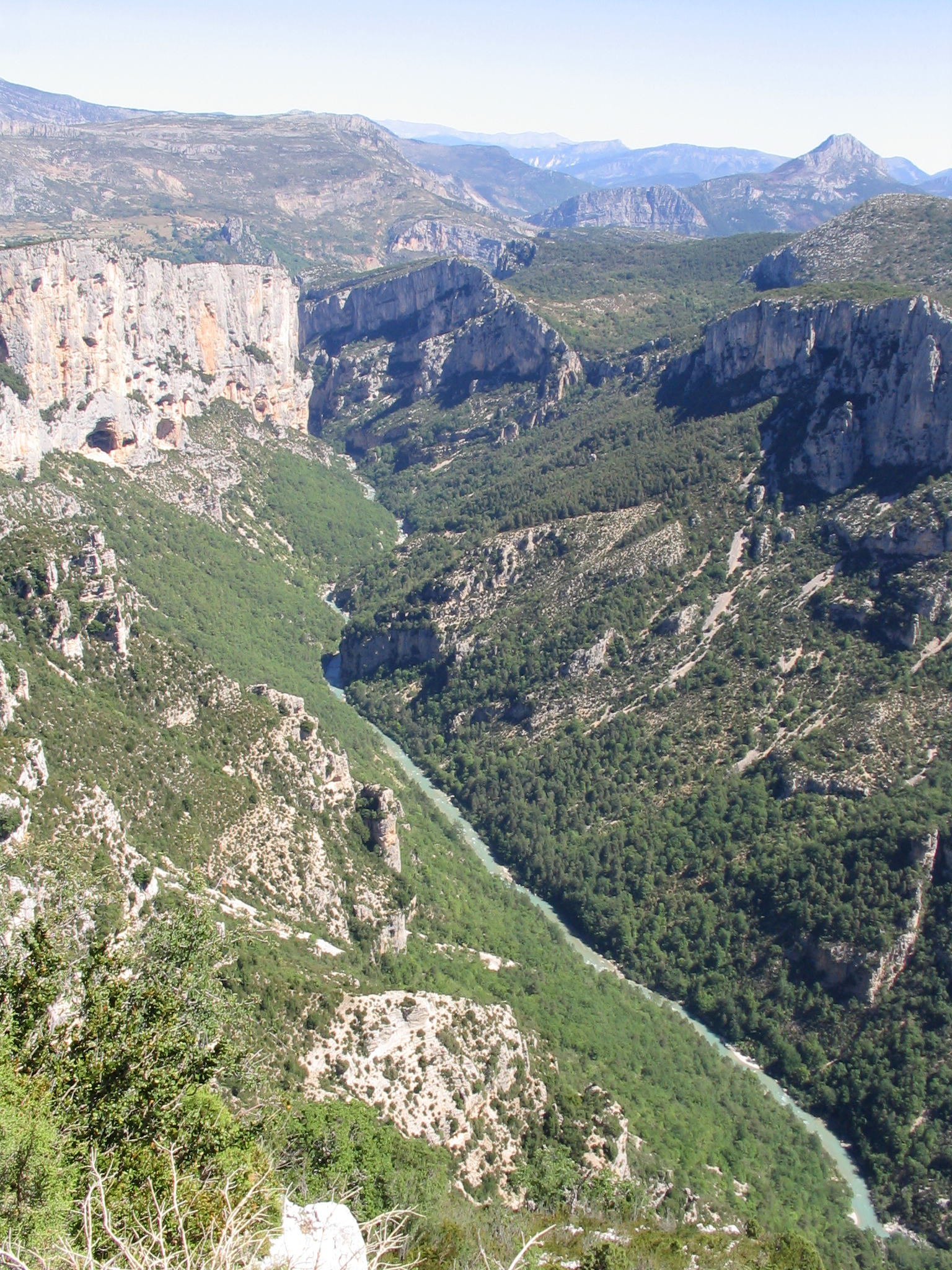
Widok ze szlaku północnego
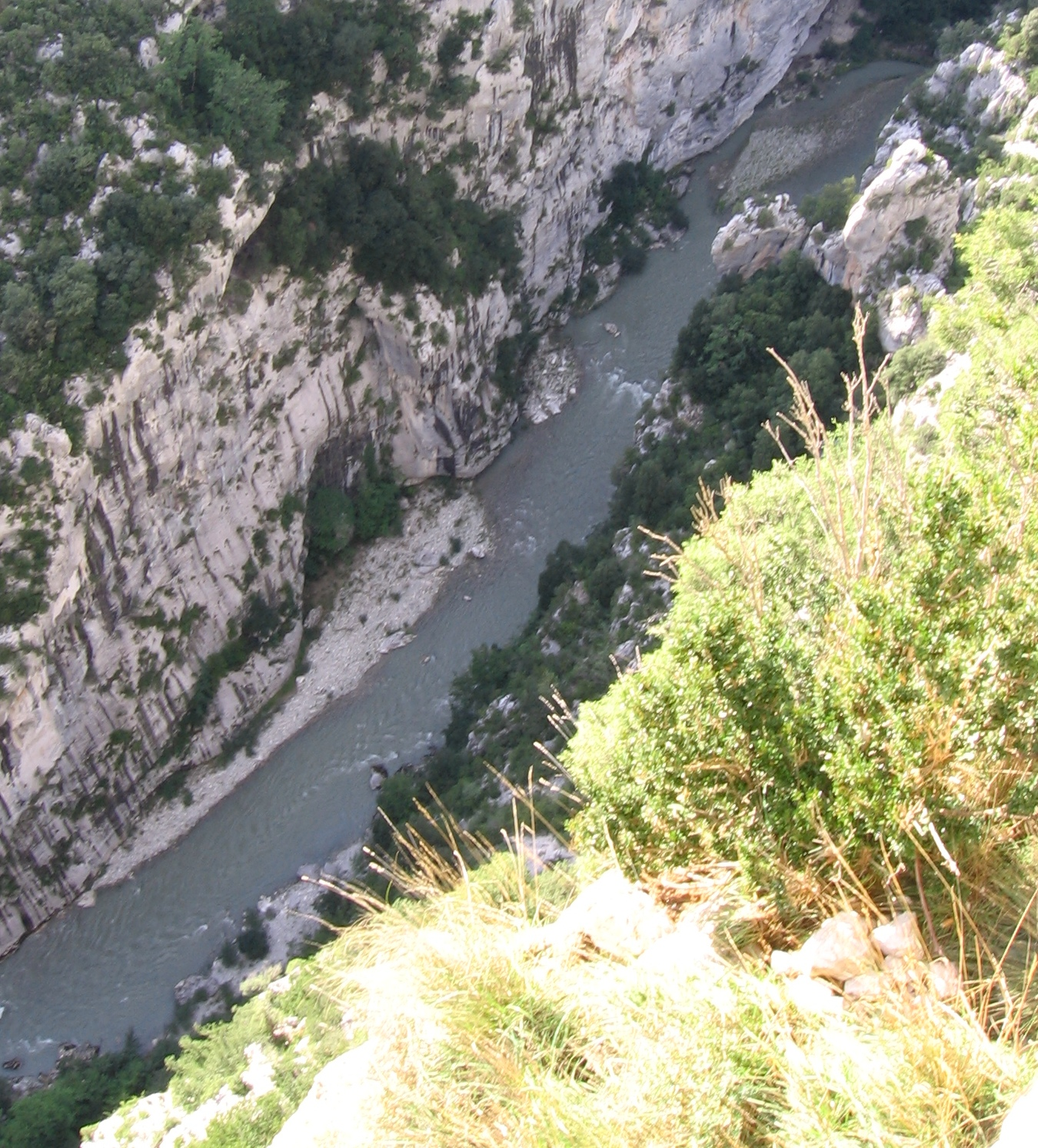
Widok ze szlaku południowego